# Laajili
Le clan Laajili (arabe : العجيلي), Al-Aajili, Al-Ajili, Al-Ujayli, Al-Ojeili ou encore Ajili est une famille arabe répandu dans plusieurs pays tel que la Syrie, l’Irak, le Yémen, la Libye, la France et la Tunisie.
L’orthographe du nom peut varier en fonction de la transcription qui en est faite selon l’auteur et le pays mais reste tout de même identique en arabe. 

## Origine
Le clan Al-Aajili appartient au clan Al-Boubdran (arabe : البوبدران) qui sont des husseinites de la lignée d’Al-Hussein ibn Ali fils de Ali ibn Abi Talib cousin du prophète et le dernier des 4 califes bien guidés. Ils sont originaires du village d’Al-Jarn près de la ville irakienne de Mossoul. La famille Laajili s’est ensuite fragmenté et une partie qui rejoignit Urfa en Turquie et l’autre s’installa à Raqqa en Syrie.
Le clan Al-Aajili se déplaça ensuite jusqu’en Libye pour former la ville d’Al-Aajaylat (arabe : لعجيلات) dans l’ouest libyen près de la frontière tunisienne. C’est ensuite à partir de cette ville que les Laajili se propagèrent dans toute la Tunisie et dans une moindre mesure en Algérie et au Maroc.

## Tunisie
La famille Laajili en Tunisie est originaire de la ville d’Al-Aajaylat en Libye d’où leurs ancêtres seraient venus afin d’avoir plus facilement accès à la connaissance enseigné dans les villes tunisienne reconnus comme Kairouan ou Sfax. Le nom a différentes variantes dans le pays comme le nom Bouaajila.
Parmi les villes tunisiennes comportant le plus grand nombre de Laajili on peut citer Sousse, Zarzis, Sfax, Sayada, Kairouan, Nabeul mais surtout Soliman, Kelibia et le village de Melloul ou plus des trois quarts des habitants détiennent ce nom de famille. Dans la ville de Msaken près de Sousse il y aurait un cimetière pour Laajili uniquement.

## Syrie
En Syrie on retrouve également un très grand nombre de Laajili principalement dans la ville de Raqqa d’où ils seraient venus en provenance de la région d’Urfa en Turquie actuelle et de Mossoul en Irak. A l’époque de l’empire ottoman la région d’Urfa et la ville de Raqqa former la même province et lorsque l’empire commença à chuter et se fragmenter les Laajili de la région d’Urfa rejoignirent la ville de Raqqa. C’est grâce à Allouche Afandi Al-Aajili que le clan Al-Aajili obtient de hautes fonctions au sein de l’empire et a pu devenir une des familles les plus riches du pays. Parmi les personnes importantes et portant le nom Al-Aajili en Syrie :
- Abdul Azim Al-Aajili[2] : ingénieur et chercheur.
- Allouche Afandi Al-Aajili : ancien maire de Raqqa.
- Ibrahim Al-Ajili : maire de Raqqa en 1912.
- Haddad Allouche Al-Aajili : ancien maire de Raqqa.
- Hamid Allouche Al-Aajili : ancien membre du conseil municipal à Raqqa.
- Wahbi Al-Aajili : directeur des affaires immobilières pendant le règne ottoman puis maire et militant.
- Abdullah Al-wis Al-Aajili : ancien chef du bloc national à Raqqa.
- Ismail Al-Ali Al-Aajili : ancien membre de la garde nationale.
- Abd al-Salam al-Ujayli[3],[4] : médecin, romancier, politicien.
- Shahla Ujayli[5] : docteur en littérature arabe moderne.
- Abdul Rahim Al-Aajili[6] : ancien juge et procureur de Raqqa.
- Hussein Al-Aajili : membre de l’assemblé populaire.
- Mohamed Nour Al-Aajili : membre du conseil de la nation.
- Riad Al-Aajili :membre du commandement de la succursale du parti socialiste arabe.
- Abdullah Al-Aajili : président de l’organe centrale de contrôle financier.
- Ahmed Al-Aajili : militant.
- Issam Al-Aajili : docteur chirurgien à damas.
- Nasser Al-Aajili : ancien directeur des assurances sociale.
- Ahmed Fayçal Al-Aajili : directeur de la banque commerciale syrienne à Raqqa.
- Mohamed Ali Al-Aajili : philosophe.
- Basher Al-Aajili : docteur.
- Alaa Al-Aajili :docteur.
- Hazem Al-Aajili : docteur chirurgien a l’hôpital nationale.
- Fatima Al-Aajili : ingénieur et militante politique.
- Najwa Al-Aajili[7] : membre de l’assemblé populaire et ancienne inspectrice à l'Agence centrale de contrôle financier à Raqqa.
- Randa Al-Aajili[8] : membre du conseil d'administration de la Fédération des chambres de commerce syriennes.
- Tharia Mohamed Ahmed Al-Aajili : inspectrice de l’autorité centrale de contrôle et d’inspection médiatique.
- Racha Al-Aajili[9] : Directrice du centre de radio et de télévision de Raqqa.
- Rana Bachir Al-Aajili : docteur directrice des hôpitaux à Alep.
- Maha Al-Aajili[10] : membre du parlement syrien et du parti politique Baas.

La famille Al-Aajili a beaucoup contribué à développer la ville de Raqqa dans ces débuts et était très connu pour défendre des positions d’indépendance du temps de la colonisation française à l’instar de Wahbi Al-Aajili fils de Allouch Afandi Al-Aajili qui décida de rejoindre Raqqa malgré l’invitation de l’empire ottoman lui proposant de vivre à Urfa. Après l’entrée des forces françaises à Raqqa en 1922, il refusa de coopérer et préféra l’isolement dans sa ferme du village de Hazima. Plus tard il lutta activement contre la colonisation française en participant a la formation de nombreux groupe indépendantiste syrien. Ce qui lui permit d’être élu à plusieurs postes de maire a travers le pays malgré l’intervention française pour empêcher son succès qui lui coupa notamment sa pension et envoya en exil de nombreux membres du clan au Liban.

## Irak
L’irak serais le pays originaire du clan Al-Aajili d’où ils se seraient propagés dans le reste des pays arabes. On retrouve donc là-bas la tribu base du clan : les bani Aajil (بني عجيل). Leurs maisons se trouvent dans le district d'Essaouira (Suwayrah) et s'étendent le long de la bande menant aux régions de Mahawil dans le gouvernorat de Babil, d’autres se trouve à Bagdad ou encor à Mossoul d’où ils seraient venus. Ils seraient ensuite descendus par Tikrīt jusqu’à atteindre le gouvernorat de wâsit, on les retrouve aujourd’hui dans le gouvernorat de Salah al-Din à al-Hâwi et al-Na’imah, Falloujah et Rahhaliya et dans les gouvernorats de Bassorah, Nasiriyah, Diyala et Bagdad. Parmi les personnes célèbres du clan en Irak, on peut citer Abd Dhiyab Al-Aajili l’ancien ministre irakien de l’enseignement supérieur de l’éducation et des recherches scientifiques ou encore Rana Al-Aajili journaliste exécuté par Daesh en 2017.

## Yémen
Au Yémen il existe aussi des personnes portant le nom Al-Aajili et ils sont originaires du village de Zamar Raghdoun (Al-Raida) dans le gouvernorat d’Hadramaout ou tout le clan est en conflit avec des familles d’autres villages.